# Toyamayusurika tusimuabecea
Toyamayusurika tusimuabecea är en tvåvingeart som beskrevs av Sasa och Suzuki 1999. Toyamayusurika tusimuabecea ingår i släktet Toyamayusurika och familjen fjädermyggor. Inga underarter finns listade i Catalogue of Life.